# The Milkmaid
The Milkmaid ist ein nigerianisches Drama aus dem Jahr 2020. Regie führte Desmond Ovbiagele. Der Film feierte am 27. November 2020 in Nigeria Premiere und wurde am 4. Februar 2021 erstmals im Rahmen des New York African Film Festival online in den Vereinigten Staaten gezeigt. Der Film wurde als nigerianischer Beitrag für den besten fremdsprachigen Film bei der 93. Oscar-Verleihung ausgewählt.

## Handlung
Im ländlichen Afrika südlich der Sahara sucht Aisha, eine Milchmagd aus dem Volk der Fulani, nach ihrer jüngeren Schwester Zainab. Ihre persönliche Umstände zwingen sie, sich an die religiösen Fanatiker zu wenden, die hauptverantwortlich für die Trennung von ihrer Schwester waren. Trotz der widrigen Umstände und der Kompromisse, die sie eingehen muss, ist sie dazu entschlossen, sie zu finden. Ihr Bestreben ist es, ihre glückliche Vergangenheit wiederherzustellen. Auf Grund der vielen WEge und Umwege erweist sich dies aber als äußerst kompliziert, da sie in einer Welt mit zahlreichen schwelenden Konflikten gibt. Jede Entscheidung und deren Opfer sind meist irreversibel.
Die Geschichte stellt die Farbe und Eleganz des Volkes der Hausa bzw. der Fulani-Kultur dar. Der Film ist eine grafische Darstellung der erschütternden Tortur der Konfliktopfer und der persönlichen und gesellschaftlichen Auswirkungen des daraus resultierenden psychologischen Traumas gegenüber. Der Film macht auf die gegenwärtige Notlage realer Opfer militanter Aufstände in Nigeria (Binnenvertriebene, Binnenvertriebene) aufmerksam, um Unterstützung für ihre wirtschaftliche und psychologische Rehabilitation und soziale Wiedereingliederung zu generieren.